# Jean-Paul Jouary
Jean-Paul Jouary, född 21 maj 1948, är en fransk filosof.
Jouary har gett ut ett antal böcker i ämnen som vetenskapsfilosofi och politisk filosofi, men också om saker som förhistorisk konst och gastronomi. Fram till slutet av 1990-talet var han medlem i Franska kommunistpartiet och mellan 1981 och 1984 var han rådgivare åt transportministern Charles Fiterman, med ansvar för forskning och handikappfrågor. Mellan 1985 och 1995 var han chefredaktör för kommunistpartiets tidskrift Révolution. Därefter har han främst sysslat med undervisning och forskning. Under två år var han medlem av ATTACs vetenskapliga råd.